# Norgesmesterskabet i boksning 1922
Norgesmesterskabet i boksning 1922 blev arrangeret af Bokseforbundet ved Bergens Atletklub 11-12. marts i Turnhallen, Bergen.

## Medaljevindere
Kongepokalen kunne vindes i vægtklassen mellemvægt og blev vundet af Trygve Stokstad.

### Herrer
| Vægtklasse: | Guld:                        | Sølv:                   | Bronze:                |
| Fluevægt    | Ingolf Gulbrandsen, Rollo    | H. Andersen, Bjørgvin   | H. Pedersen, Vika      |
| Bantam      | Einar Nilsen Skar, Bragerøen | Leif Moe, Ørnulf        |                        |
| Fjervægt    | Alf Nyberg, KAK              | P. Michelsen, Ørnulf    | A. Dybvik, Brage       |
| Letvægt     | Alf Pedersen, BAK            | Hjalmar Nygaard, Ørnulf | E. Larsen, Bjørgvin    |
| Weltervægt  | Arne Ingdahl, Brage          | L. Aldrin, Ørnulf       | Christian Nielsen, BAK |
| Mellemvægt  | Trygve Stokstad, Turnf.      | Johannes Røhme, Brage   | Ole Johannessen, Vika  |
| Letsværvægt | Einar Gulbrandsen, Vika      |                         |                        |
| Sværvægt    | Johan Fog Clementz, Tjalve   |                         |                        |